# Coupe caribéenne des nations 1981
Navigation
Édition précédente Édition suivante
Le Championnat CFU 1981 est la troisième édition de la Coupe caribéenne des nations organisé par la CFU et la CONCACAF. La phase finale est disputée du 19 au 25 octobre 1981 à Porto Rico. 

## Équipes participantes
Au jour de la date butoir du 25 décembre 1980, seules six équipes ont demandé à participer à cette compétition. Il s'agit de la  Guadeloupe, la  Jamaïque, la  Martinique,  Porto Rico,  Sainte-Lucie et  Trinité-et-Tobago.

## Tours préliminaires

### 1ertour
La  Barbade se qualifie après que  Sainte-Lucie a déclaré forfait.
| 1er tour aller 7 juin 1981 | Jamaïque       | 2-0 | Trinité-et-Tobago |  |
|                            | Hyde · Russell |     |                   |  |

| 1er tour retour 19 juin 1981 | Trinité-et-Tobago | 4-0 | Jamaïque |  |  |
|                              |                   |     |          |  |  |

| 1er tour aller 21 juin 1981 | Guadeloupe | 5-0 | Dominique |  |  |
|                             |            |     |           |  |  |

| 1er tour retour 5 juillet 1981 | Dominique | 2-3 | Guadeloupe |  |  |
|                                |           |     |            |  |  |

| 1er tour aller 7 juin 1981 | Suriname | 3-1 | Guyane |  |  |
|                            |          |     |        |  |  |

| 1er tour retour 21 juin 1981 | Guyane | 3-1 | Suriname |  |  |
|                              |        |     |          |  |  |

| 1er tour match décisif 19 juillet 1981 | Suriname | 1-0 | Guyane | Paramaribo |  |
|                                        |          |     |        |            |  |

| 1er tour aller 5 juillet 1981 | Saint-Vincent-et-les-Grenadines | 2-1 | Martinique |  |  |
|                               |                                 |     |            |  |  |

| 1er tour retour 19 juillet 1981 | Martinique | 1-2 | Saint-Vincent-et-les-Grenadines |  |  |
|                                 |            |     |                                 |  |  |

### 2etour
| 2e tour aller 5 juillet 1981 | Barbade | 1-1 | Trinité-et-Tobago |  |  |
|                              |         |     |                   |  |  |

| 2e tour retour 17 juillet 1981 | Trinité-et-Tobago | 1-1 (4-2 tàb) | Barbade |  |  |
|                                |                   |               |         |  |  |

### Tour final de qualification
| Demi-finale aller 8 août 1981 | Suriname | 1-1 | Trinité-et-Tobago |  |  |
|                               |          |     |                   |  |  |

| Demi-finale retour 15 août 1981 | Trinité-et-Tobago | 3-2 | Suriname |  |  |
|                                 |                   |     |          |  |  |

| Demi-finale aller 2 août 1981 | Guadeloupe | 3-0 | Saint-Vincent-et-les-Grenadines |  |  |
|                               |            |     |                                 |  |  |

| Demi-finale retour 16 août 1981 | Saint-Vincent-et-les-Grenadines | 3-1 | Guadeloupe |  |  |
|                                 |                                 |     |            |  |  |

### Repêchage des qualifications
| Repêchage aller 13 septembre 1981 | Saint-Vincent-et-les-Grenadines | 2-1 | Suriname |  |  |
|                                   |                                 |     |          |  |  |

| Repêchage retour 27 septembre 1981 | Suriname | 3-3 | Saint-Vincent-et-les-Grenadines |  |  |
|                                    |          |     |                                 |  |  |

## Phase finale
Porto Rico est qualifié d'office en tant que pays hôte.
|   | Équipe                          | Pts | J | G | N | P | BP | BC | Diff |
| - | ------------------------------- | --- | - | - | - | - | -- | -- | ---- |
| 1 | Trinité-et-Tobago               | 6   | 3 | 3 | 0 | 0 | 10 | 0  | +10  |
| 2 | Saint-Vincent-et-les-Grenadines | 4   | 3 | 2 | 0 | 1 | 5  | 3  | +2   |
| 3 | Guadeloupe                      | 1   | 3 | 0 | 1 | 2 | 2  | 6  | -4   |
| 4 | Porto Rico                      | 1   | 3 | 0 | 1 | 2 | 1  | 9  | -8   |

| 19 octobre 1981 | Porto Rico | 1-1 | Guadeloupe |  |  |
|                 |            |     |            |  |  |

| 19 octobre 1981 | Trinité-et-Tobago | 2-0 | Saint-Vincent-et-les-Grenadines |  |
|                 | Eddy · Skinner    |     |                                 |  |

| 21 octobre 1981 | Porto Rico | 0-2 | Saint-Vincent-et-les-Grenadines |  |  |
|                 |            |     |                                 |  |  |

| 21 octobre 1981 | Trinité-et-Tobago | 2-0 | Guadeloupe |  |
|                 | Eddy · Skinner    |     |            |  |

| 24 octobre 1981 | Saint-Vincent-et-les-Grenadines | 3-1 | Guadeloupe |  |  |
|                 |                                 |     |            |  |  |

| 25 octobre 1981 | Porto Rico | 0-6 | Trinité-et-Tobago                          |  |
|                 |            |     | Mendes · Skinner · Craig · Haynes · Joseph |  |

| 1981 CFU Championship Trinidad-et-Tobago |